# Воскресенский, Флегонт Флегонтович
Флего́нт Флего́нтович Воскресе́нский (1859—1926) — русский и советский архитектор, один из ярких представителей московского модерна. Старший брат архитектора С. Ф. Воскресенского.

## Биография
Отец — коллежский секретарь Флегонт Васильевич Воскресенский, происходивший из духовного звания, был женат трижды. В первом браке родились трое детей, во втором — дочь Софья, а в третьем (жена — Глафира Андреевна), из четырёх детей первым 14 (26) марта 1859 года родился сын Флегонт, а затем ещё один сын — Сергей, также ставший архитектором.
В 1874—1882 годах учился в Московском училище живописи, ваяния и зодчества (МУЖВЗ), по окончании получил звание классного художника архитектуры. Начал самостоятельную архитектурную практику с конца 1880-х годов. Вступил в Московское архитектурное общество в 1905 году. Имел обширную частную практику в Москве. В 1910-х годах работал архитектором Страхового общества «Россия», выполнив для него несколько крупных проектов. После Октябрьской революции Ф. Ф. Воскресенский архитектурной практикой не занимался.
Исследователь московского модерна, доктор искусствоведения М. В. Нащокина отмечает дарование и индивидуальный почерк архитектора, проявлявшийся в оформлении им фасадных поверхностей осуществлённых проектов.
Скончался 18 февраля 1926 года в Москве, похоронен на Калитниковском кладбище; могила утрачена.

## Проекты и постройки
- Пристройка флигеля (1885, 1900, Москва, Потаповский переулок, 8/12 — Сверчков переулок, 12/8), ценный градоформирующий объект[3][сн 1];
- Перестройка усадьбы (1888, Москва, Верхняя Радищевская улица, 9);
- Производственный корпус «Товарищества печатания, издательства и книжной торговли И. Д. Сытина», совместно с архитектором Ф. В. Рыбинским (1888, 1892, 1894, Москва, Пятницкая улица, 71/5/28 — Второй Монетчиковский переулок, 5/28/71 — Валовая улица, 28/71/5), объект культурного наследия регионального значения[3];
- Дачи Ю. Н. Носовой (1889 год, Москва, Пятый Лучевой просек), не сохранились;
- Дом причта (1891, Москва, Николоямская улица, 4), ценный градоформирующий объект[3];
- Перестройка доходного дома (1892, Москва, Улица Покровка, 42);
- Особняк Носовых (1893, Площадь Журавлёва, 8);
- Доходный дом А. Ф. Медынцевой (1893, Москва, Покровский бульвар, 10), надстроен в 1910 году архитектором Д. Д. Зверевым. Ценный градоформирующий объект[3];
- Перестройка доходного дома (1895, Москва, Архангельский переулок, 13);
- Доходный дом Якунчиковых (1896, Москва, Средний Кисловский переулок, 5/6), объект культурного наследия регионального значения[3];
- Доходный дом А. Н. Кучумова (1899, 1907, Москва, Малый Ивановский переулок, 11/6 — Подкопаевский переулок, 6/11), ценный градоформирующий объект[3];Доходный дом А. Н. Кучумова (1899, 1907)
- Городская усадьба И. В. Четверикова — доходное владение М. Г. Кувшинова (1899, Москва, Хохловский переулок, 13), ценный градоформирующий объект[3];
- Проект здания Московского городского Попечительства о бедных Сущёвской части (П. К. Прянишникова) (1900, Москва, Вторая Боевская улица), перестроен;
- Доходный дом А. Ф. Медынцевой (1902, Москва, Хохловский переулок);
- Доходный дом (1903, Москва, Улица Покровка, 35);
- Перестройка и изменение фасада особняка Л. И. Гельтищевой (1904, Москва, Средний Овчинниковский переулок, 8);
- Постройка, затем надстройка зданий типографии Товарищества Н. Н. Кушнерова и К° (1905, 1911, 1914, Москва, Краснопролетарская улица, 16);
- Особняк Н. Н. Медынцева (1907, Москва, Померанцев переулок, 6);
- Доходный дом В. П. Рыбакова (1907, Москва, Глухой переулок, 24/21);
- Доходный дом П. П. Золотова (1908, Москва, Проспект Мира, 39-41);
- Доходный дом (1900-е, Москва, Бакунинская улица, 52), не сохранился;
- Доходный дом Страхового общества «Россия» (1910, Москва, Сущёвская улица, 9);
- Доходный дом Московского отделения Страхового общества «Россия» (1913, Москва, Лесная улица, 43);
- Доходный дом Московского отделения Страхового общества «Россия» (1913, Москва, Первая Тверская-Ямская улица, 25);
- Проект дома Российского страхового общества, совместно с В. В. Ильяшевым (1915, Москва, Тверская улица, 7), не осуществлён.
- Доходный дом Н. П. Чихаевой (1903, Москва, Б. Николопесковский, 11.

### Сноски
1. ↑  Здесь и далее проекты и постройки даны в хронологическом порядке по М. В. Нащокиной, с необходимыми дополнениями и уточнениями.